# 南京爱德印刷

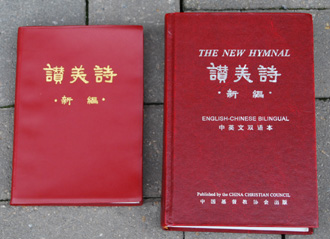
南京爱德印刷公司印制的《赞美诗（新编）》

南京爱德印刷有限公司（英語：Nanjing Amity Printing Co., Ltd.）是世界最大的《圣经》印刷企业，除了《圣经》、《赞美诗（新编）》等基督教书籍，该公司也承揽一些非基督教书籍的印刷业务。
南京爱德印刷公司于1988年设立，有着爱德基金会和联合圣经公会的技术和资金等的援助，用中文及其它语言印刷圣经。2010年11月8日，南京爱德印刷有限公司举行了“八千万册圣经印刷庆典”。
《圣经》在中国大陆的一般书店买不到，印制完成后在比较大的教会附属书店里销售。大部分印刷的圣经是用中文翻译的《和合本》版本。
2009年6月，南京爱德印刷有限公司二期工程已处于规划设计阶段，2010年完工后规模将是原来的两倍，形成年产二千万册精装本的能力。
截至2024年4月30日，南京爱德印刷有限公司累计为世界各地一百五十八个国家和地区印刷圣经2.6亿册，其中包括为中国基督教和天主教印刷的中文及少数民族语言的圣经，其它语言种类覆盖了英语、德语、法语、西班牙语等二百二十九个语种。